# Capitano di giustizia
Il capitano di giustizia (o capitano giustiziere) era una carica di natura giuridica esistita in Italia in un'epoca compresa tra il Medioevo e l'inizio dell'Ottocento.

## Storia
Detto anche esecutore di giustizia o giustiziario, la figura del capitano di giustizia venne introdotta nel Regno di Sicilia dalla Dinastia degli Altavilla, e si cominciò a diffondere in tutta la penisola nel Quattrocento. 
Nel Regno di Sicilia il "capitano giustiziere" era scelto tra i patrizi della città per la durata di un anno e rappresentava, nel territorio, il Primo magistrato del regno. 
Nelle terre feudali di Sicilia il diritto di scelta o nomina degli ufficiali di giustizia e degli amministratori locali generalmente spettava al feudatario, mentre nelle città demaniali il potere di nomina spettò al Monarca fino al XVI secolo, per poi passare al Viceré e/o al Presidente del Regno di Sicilia fino alla fine del Settecento. Nel 1812, con l'emanazione della nuova Costituzione siciliana, la figura del Capitano di giustizia venne definitivamente abrogata.
In Toscana venne introdotto nel 1425 e nel ducato di Milano venne introdotto nel 1447. Nelle aree di dominazione austriaca venne soppressa alla fine del Settecento, poi ripristinata in epoca napoleonica.
Competenza principale del capitano di giustizia era quella di capo della polizia, ed era responsabile dell'amministrazione giuridica della città, della sua difesa e dell'ordine pubblico. In genere si trattava di un nobile cittadino o di un forestiero laureato in legge.
Come giusdicente, era subordinato un vicario, dottore in diritto civile e penale; come funzionario di polizia, un luogotenente. La sua giurisdizione riguardava prevalentemente le cause penali, e in alcuni casi anche le cause civili (solo in appello), ma in forma straordinaria poiché queste ultime erano competenza del podestà.

## Letteratura
Un capitano di giustizia è protagonista di una scena grottesca nel XII capitolo dei Promessi sposi.